# 929 هـ
929 هـ هي سنة في التقويم الهجري امتدت مقابلةً في التقويم الميلادي بين سنتي 1522 و1523.

## وفيات
- أبو الحسن الأشموني
- الحسن بن عز الدين